# Олег Чижевський
Олег Чижевський (1930—1971) — польський фізик, радіоастроном, спелеолог і інструктор спелеологічного альпінізму.

## Біографія
Олег Чижевський народився 30 вересня 1930 року в Кракові. Вчився в Ягеллонському університеті. Радою факультету математики, фізики та хімії 19 жовтня 1961 року отримав ступінь доктора філософії з математично-фізичних наук, а в 1966 році — звання доцента. Був співробітником Інституту ядерної фізики Польської академії наук у Кракові. Він сприяв розвитку Астрономічної обсерваторії Ягеллонського університету. У 1960-х роках він перебував в Об'єднаному інституті ядерних досліджень у Дубні в СРСР, де працював в пропановій камері разом з Маріаном Данишем, досліджуючи взаємодію протонів з ядрами вуглецю. Після повернення в Польщу в 1963 році він встановив партнерство з CERN.
Публікувався в журналах «Grotołaz» і «Taternik».

## Особисте життя
Був одружений з Марією, уродженою Важевською, і мав п'ятьох дітей.

## Смерть

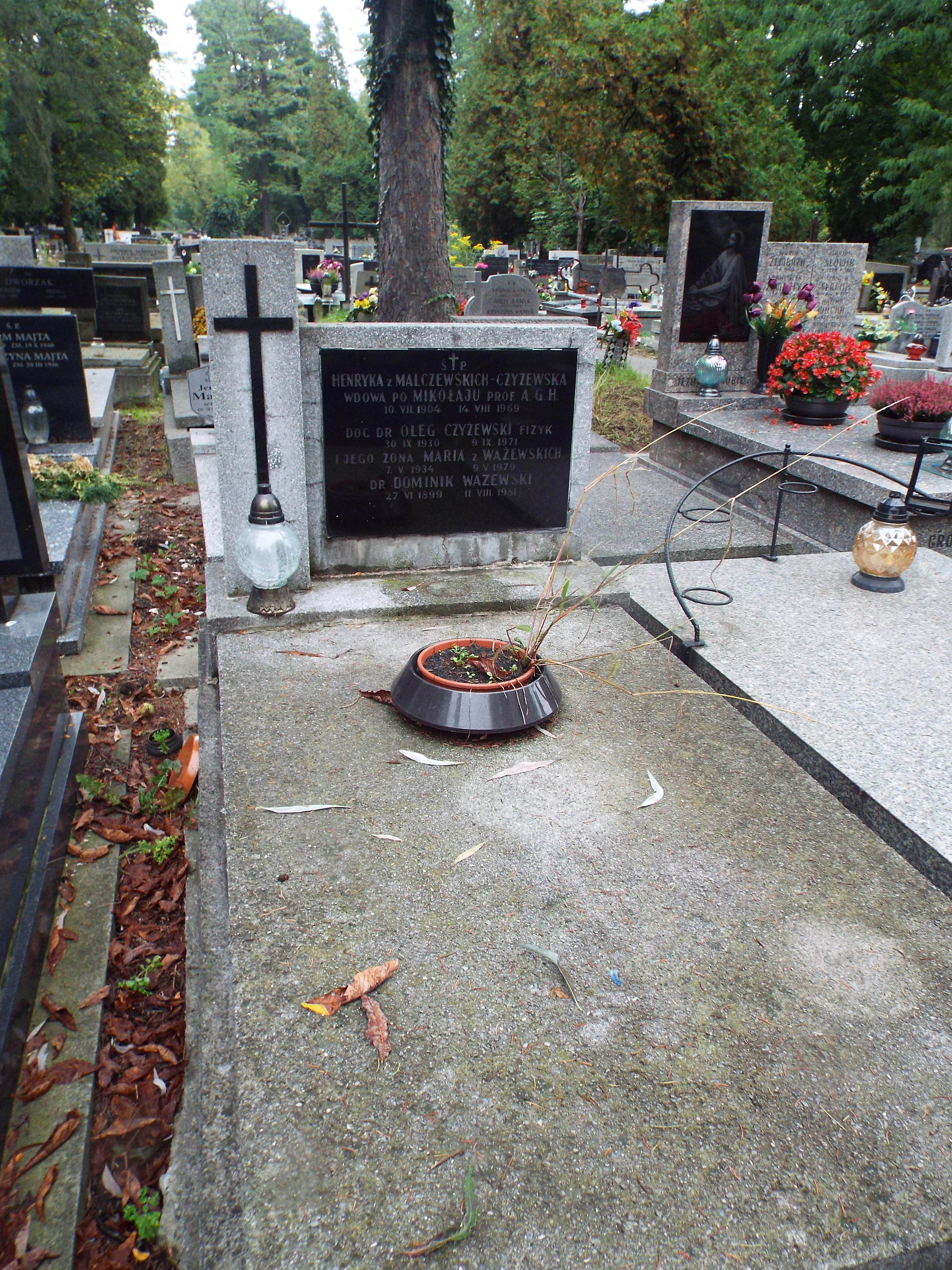
Могила О. Чижевського

Раптово помер у віці 40 років у Женеві 9 вересня 1971 року після нічної зміни, під час наукового експерименту в CERN. Похований у Кракові на Раковицькому цвинтарі.

## Хобі поза науковою діяльністю
Займався печерним альпінізмом. Спочатку він належав до Краківського спелеологічного клубу, а потім став співтворцем Краківської секції спелеологічного альпінізму. Він сконструював дихальний апарат, з яким у 1956 році здійснив перше в Польщі вільне занурення в печері Бистрої. Він брав участь в експедиціях по відкриттю Татрських печер (наприклад, печери Каспарова-Нижня, Ментуся, Холодна, Тісна) та інші. Був також інструктором зі спелеологічного альпінізму.

## Нагороди
- 1968 — Наукова премія імені Войцеха Рубіновича[10]